# Balla Béla (festő)
Balla Béla (1889-ig Büchler?) (Arad, 1882. augusztus 24. – Nagybánya, 1965.) festő, grafikus.

## Életútja
Rendszeresen nem végzett iskolákat. A négy elemi után kereskedőinas majd nyomdász, üveges, pék, kőmíves és végül szabó lett. Azonban valamennyi foglalkozását hamarosan otthagyva minden idejét önművelésére fordította. Festeni tizennyolc éves korában kezdett és néhány évvel utóbb több aradi műbarát támogatásával Nagybányára, ment ahol hónapokig tanult. Azután Münchent kereste fel és itt is hosszabb ideig képezte magát. Tanulmányúton járt Firenzében és Rómában. Ezt követően szülővárosában dolgozott. 1911-ben Budapesten és Aradon gyűjteményes kiállítást rendezett műveiből. 1927-től egyre többet tartózkodott Nagybányán, ahol a művésztelep életében is részt vett, élete utolsó éveit is ott töltötte. Figurális és tájképeket festett a nagybányai iskola szellemében. Műveit a Magyar Nemzeti Galéria és több hazai és erdélyi közgyűjtemény őrzi.